# Bầu cử tổng thống Algérie 2024
Bầu cử tổng thống Algérie 2024 (tiếng Ả Rập: الانتخابات الرئاسية الجزائرية 2024) dự kiến sẽ được tổ chức vào ngày 7 tháng 9 năm 2024 tại Algérie.